# 化工街道 (哈尔滨市)
化工街道是中国黑龙江省哈尔滨市道外区下辖的一个街道，位于哈尔滨市东郊，是道外区最大的街道。。

## 行政区划
下辖以下地区：
东棵社区、东兴社区、东升社区、东光社区、红光社区和金山社区。